# Sojuz MS-22
Sojuz MS-22 è stato un volo astronautico verso la Stazione Spaziale Internazionale (ISS) e parte del programma Sojuz, ed il 150° volo con equipaggio della navetta Sojuz dal primo volo avvenuto nel 1967. L'equipaggio formato dal comandante Sergej Prokop'ev e dagli ingegneri di volo Dmitrij Petelin e Francisco Rubio è partito il 21 settembre 2022 dal Cosmodromo di Bajkonur per raggiungere la Stazione Spaziale Internazionale e prendere parte alla missione di lunga durata Expedition 68. A causa del danneggiamento di un radiatore esterno, la navetta è rientrata a Terra nel marzo 2023 senza equipaggio. L'astronauta Rubio e i cosmonauti Prokop'ev e Petelin rientreranno con la successiva navetta Sojuz MS-23.

## Equipaggi

### Equipaggio principale
| Ruolo               | Equipaggio al lancio                                      | Equipaggio all'atterraggio |
| ------------------- | --------------------------------------------------------- | -------------------------- |
| Comandante          | Sergej Prokop'ev, Roscosmos Expedition 67/68 Secondo volo | Nessuno                    |
| Ingegnere di volo 1 | Dmitrij Petelin, Roscosmos Expedition 67/68 Primo volo    | Nessuno                    |
| Ingegnere di volo 2 | Francisco Rubio, NASA Expedition 67/68 Primo volo         | Nessuno                    |

### Equipaggio di riserva
| Ruolo               | Equipaggio                | Equipaggio                |
| ------------------- | ------------------------- | ------------------------- |
| Comandante          | Oleg Kononenko, Roscosmos | Oleg Kononenko, Roscosmos |
| Ingegnere di volo 1 | Nikolaj Čub, Roscosmos    | Nikolaj Čub, Roscosmos    |
| Ingegnere di volo 2 | Loral O'Hara, NASA        | Loral O'Hara, NASA        |

## Danneggiamento del circuito di raffreddamento

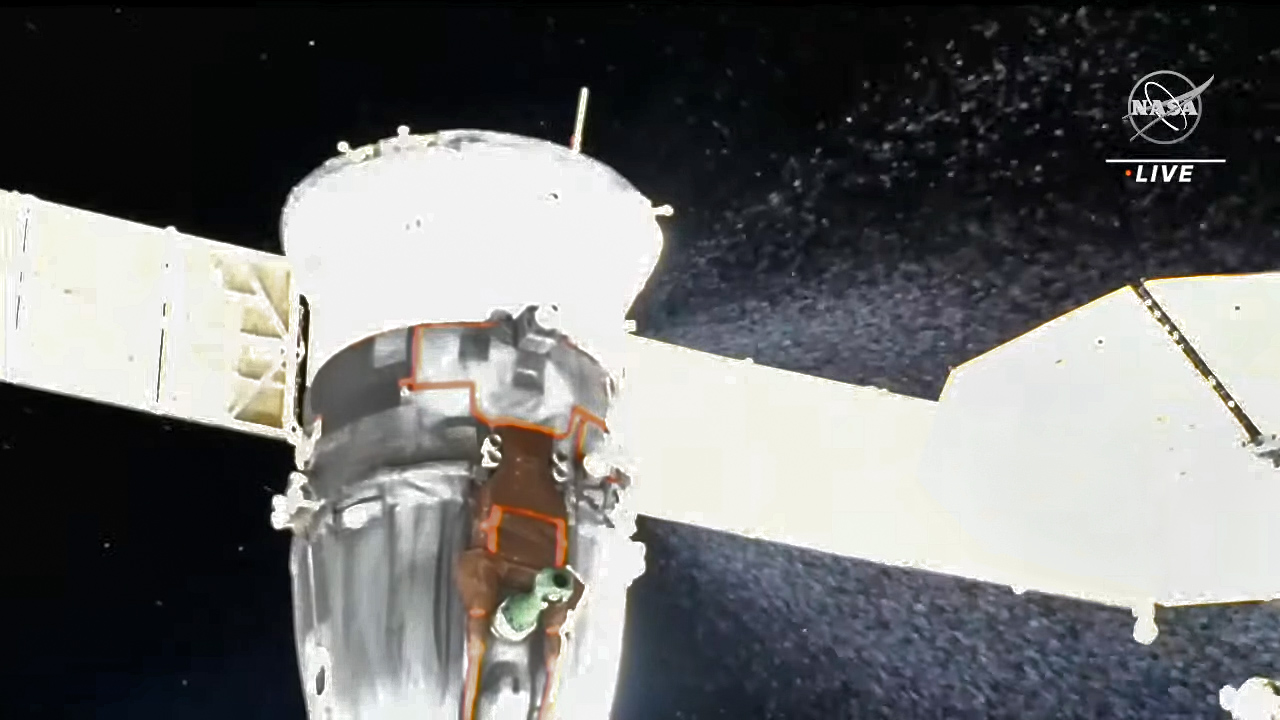
La navetta MS-22 attraccata alla stazione spaziale. È visibile
il liquido di raffreddamento che viene disperso nello spazio

Il 15 dicembre 2022 alle 12:45 UTC è stato osservato un flusso di liquido che veniva emesso dalla navetta Sojuz assieme ad una perdita di pressione nel circuito di raffreddamento esterno. La prevista attività extraveicolare che doveva essere svolta da Petelin e Prokop'ev è stata cancellata per valutare la situazione.
In base alle valutazioni preliminari, la perdita era dovuta ad un foro nel radiatore del circuito di raffreddamento esterno situato sul modulo di servizio della navetta. È stato ipotizzato che il danno sia stato causato dall'impatto con un micrometeorite o un detrito spaziale.
Sono stati formati due gruppi di lavoro, che hanno indagato le cause dell'incidente, valutato le condizioni della navetta e determinato le ulteriori azioni da compiere per gli specialisti di terra e i cosmonauti.
In base ai test condotti sui sistemi della navetta, le temperature dei moduli orbitali e di discesa nei primi giorni dopo l'incidente hanno raggiunto i 30 °C e nel modulo di servizio 40 °C. A gennaio 2023 la temperatura all'interno della navetta si è stabilizzata a circa 30 °C. Tale temperatura è stata giudicata dall'agenzia spaziale russa come non critica per l'equipaggio.
A dicembre 2022 è stata condotta un esame della superficie esterna della Sojuz MS-22 utilizzando le telecamere dello European Robotic Arm e del Canadarm 2. Le analisi delle immagini hanno confermato il danno sul modulo di servizio. 
A febbraio 2023, pochi giorni prima dello sgancio dalla stazione spaziale, è stato rilevato un problema analogo nella navetta cargo Progress MS-21, causato da un foro di 12 mm.

## Sgancio e rientro
Dopo aver stabilito che la Sojuz MS-22 non era in condizione di riportare a Terra in sicurezza i cosmonauti, si è deciso di farla rientrare senza equipaggio e di lanciare la navetta Sojuz MS-23 senza equipaggio in sostituzione. I cosmonauti originariamente assegnati alla missione sono stati riassegnati alla Sojuz MS-24.
Fino al momento dell'attracco della Sojuz MS-23 era stato previsto l'impiego della navetta SpaceX Crew-5 in caso di emergenza, perché la Crew Dragon può ospitare fino a sette membri dell'equipaggio. Per questo motivo, il team di gestione della stazione spaziale ha deciso di spostare il rivestimento del sedile (personalizzato per ogni astronauta) di Francisco Rubio dalla MS-22 alla Crew Dragon Endurance, nel caso avesse dovuto usare la navetta come mezzo di evacuazione di emergenza. La navetta della missione SpaceX Crew-6 è stata temporaneamente assegnata come navetta di emergenza per l'equipaggio della Crew-5 presente sulla stazione.
All'arrivo della navetta MS-23 sulla stazione spaziale, il rivestimento del sedile di Rubio è stato riposizionato sulla nuova Sojuz. I sedili di Prokop'ev e Petelin sono stati spostati dalla MS-22 alla MS-23.